# الحاج أدهم بك
الحاج أدهم بك (1783- 1846)، (بالألبانية: Et'hem bej Molla، بالإنجليزية: Et'hem bey Mollaj، بالتركية: Hacı Edhem Bey): المعروف أيضًا باسم أدهم بك ملا، كان إداريًا ألبانيًا عثمانيًا ونبيلًا وكاتبا لفن المربع.
أنهى أدهم بك في 1819 أو 1821 بناء مسجد أدهم باي في الساحة الرئيسية في تيرانا، والذي يحمل اسمه. تم البدء في بناء المسجد على يد والده ملا بك بين عامي 1791 و 1794. دفن في مسجد أدهم باي، بجوار زوجته بلقيس.
كان أدهم بك أيضًا شاعرًا بالديوان. كتب باللغتين التركية والألبانية. تضم أعماله باللغة التركية أربعة دواوين. كتب باللغة الألبانية قصيدة صوفية بكتاشية وديوانًا، لم ينجُ منه شيء. أما بالنسبة لعمله التركي، فقد استخدم الاسم المستعار "شهيدي".